# Fredrik Holmgren
Fredrik Holmgren, född 27 februari 1985, är en svensk ishockeymålvakt som säsongen 2009/2010 spelade i AIK Ishockey. Han var där reservmålvakt för Christopher Heino-Lindberg och bär tröja nummer 31. Han hoppade ett flertal gånger in i AIK-kassen, sedan han köptes inför säsongen 2008-2009 från Nyköpings Hockey, bland annat i kvalserien till Elitserien 2010. Holmgrens moderklubb är Huddinge IK.
Holmgren avslutade sin aktiva karriär som ishockeymålvakt år 2010, blott 25 år gammal. Idag arbetar han som målvaktsinstruktör.

### Fotnoter
1. ↑  FREDRIK HOLMGREN [död länk]